# Copa Davis 1981
La Copa Davis de 1981 fue la 70.ª edición del torneo de tenis masculino más importante por naciones. Fue la primera vez en que se utilizó el sistema de Grupo Mundial, que persistió hasta el 2018.

## Reestructuración
Hasta la edición de 1980 se usaba un formato en el que todos los países participantes  se dividían en diferentes zonas de acuerdo al sector geográfico al que pertenecieran. Existían cuatro zonas (americana, oriente -Asia y Oceanía- y dos zonas euroafricanas). Los ganadores de cada una de las zonas se enfrentaban entre sí en partidos de semifinales y final.
Para esta nueva edición de la Copa Davis se decidió que los dieciséis mejores equipos de la anterior edición (los cuatro primeros de cada una de las cuatro zonas) fueran los únicos que disputaran la Copa en el denominado "Grupo Mundial". Los demás empezarían a competir en grupos inferiores divididos por continentes que buscarían el ascenso a dicho Grupo.

### División por grupos
| Categoría      | Categoría     | Grupo | Grupo | Grupo | Grupo | Grupo | Grupo | Grupo | Grupo | Grupo | Grupo | Grupo | Grupo | Grupo | Grupo | Grupo | Grupo | Grupo | Grupo |
| -------------- | ------------- | --- | --- | --- | --- | --- | --- | --- | --- | --- | --- | --- | --- | --- | --- | --- | --- | --- | --- |
| 1.º            | 1.º           | Mundial 16 equipos \| Alemania Fed. \| Argentina \| Australia \| Brasil \| \| Checoslovaquia \| Corea del Sur \| Estados Unidos \| Francia \| \| Gran Bretaña \| Italia \| Japón \| México \| \| Nueva Zelanda \| Rumania \| Suecia \| Suiza \| \| -------------- \| ------------- \| -------------- \| ------- \| | Mundial 16 equipos \| Alemania Fed. \| Argentina \| Australia \| Brasil \| \| Checoslovaquia \| Corea del Sur \| Estados Unidos \| Francia \| \| Gran Bretaña \| Italia \| Japón \| México \| \| Nueva Zelanda \| Rumania \| Suecia \| Suiza \| \| -------------- \| ------------- \| -------------- \| ------- \| | Mundial 16 equipos \| Alemania Fed. \| Argentina \| Australia \| Brasil \| \| Checoslovaquia \| Corea del Sur \| Estados Unidos \| Francia \| \| Gran Bretaña \| Italia \| Japón \| México \| \| Nueva Zelanda \| Rumania \| Suecia \| Suiza \| \| -------------- \| ------------- \| -------------- \| ------- \| | Mundial 16 equipos \| Alemania Fed. \| Argentina \| Australia \| Brasil \| \| Checoslovaquia \| Corea del Sur \| Estados Unidos \| Francia \| \| Gran Bretaña \| Italia \| Japón \| México \| \| Nueva Zelanda \| Rumania \| Suecia \| Suiza \| \| -------------- \| ------------- \| -------------- \| ------- \| | Mundial 16 equipos \| Alemania Fed. \| Argentina \| Australia \| Brasil \| \| Checoslovaquia \| Corea del Sur \| Estados Unidos \| Francia \| \| Gran Bretaña \| Italia \| Japón \| México \| \| Nueva Zelanda \| Rumania \| Suecia \| Suiza \| \| -------------- \| ------------- \| -------------- \| ------- \| | Mundial 16 equipos \| Alemania Fed. \| Argentina \| Australia \| Brasil \| \| Checoslovaquia \| Corea del Sur \| Estados Unidos \| Francia \| \| Gran Bretaña \| Italia \| Japón \| México \| \| Nueva Zelanda \| Rumania \| Suecia \| Suiza \| \| -------------- \| ------------- \| -------------- \| ------- \| | Mundial 16 equipos \| Alemania Fed. \| Argentina \| Australia \| Brasil \| \| Checoslovaquia \| Corea del Sur \| Estados Unidos \| Francia \| \| Gran Bretaña \| Italia \| Japón \| México \| \| Nueva Zelanda \| Rumania \| Suecia \| Suiza \| \| -------------- \| ------------- \| -------------- \| ------- \| | Mundial 16 equipos \| Alemania Fed. \| Argentina \| Australia \| Brasil \| \| Checoslovaquia \| Corea del Sur \| Estados Unidos \| Francia \| \| Gran Bretaña \| Italia \| Japón \| México \| \| Nueva Zelanda \| Rumania \| Suecia \| Suiza \| \| -------------- \| ------------- \| -------------- \| ------- \| | Mundial 16 equipos \| Alemania Fed. \| Argentina \| Australia \| Brasil \| \| Checoslovaquia \| Corea del Sur \| Estados Unidos \| Francia \| \| Gran Bretaña \| Italia \| Japón \| México \| \| Nueva Zelanda \| Rumania \| Suecia \| Suiza \| \| -------------- \| ------------- \| -------------- \| ------- \| | Mundial 16 equipos \| Alemania Fed. \| Argentina \| Australia \| Brasil \| \| Checoslovaquia \| Corea del Sur \| Estados Unidos \| Francia \| \| Gran Bretaña \| Italia \| Japón \| México \| \| Nueva Zelanda \| Rumania \| Suecia \| Suiza \| \| -------------- \| ------------- \| -------------- \| ------- \| | Mundial 16 equipos \| Alemania Fed. \| Argentina \| Australia \| Brasil \| \| Checoslovaquia \| Corea del Sur \| Estados Unidos \| Francia \| \| Gran Bretaña \| Italia \| Japón \| México \| \| Nueva Zelanda \| Rumania \| Suecia \| Suiza \| \| -------------- \| ------------- \| -------------- \| ------- \| | Mundial 16 equipos \| Alemania Fed. \| Argentina \| Australia \| Brasil \| \| Checoslovaquia \| Corea del Sur \| Estados Unidos \| Francia \| \| Gran Bretaña \| Italia \| Japón \| México \| \| Nueva Zelanda \| Rumania \| Suecia \| Suiza \| \| -------------- \| ------------- \| -------------- \| ------- \| | Mundial 16 equipos \| Alemania Fed. \| Argentina \| Australia \| Brasil \| \| Checoslovaquia \| Corea del Sur \| Estados Unidos \| Francia \| \| Gran Bretaña \| Italia \| Japón \| México \| \| Nueva Zelanda \| Rumania \| Suecia \| Suiza \| \| -------------- \| ------------- \| -------------- \| ------- \| | Mundial 16 equipos \| Alemania Fed. \| Argentina \| Australia \| Brasil \| \| Checoslovaquia \| Corea del Sur \| Estados Unidos \| Francia \| \| Gran Bretaña \| Italia \| Japón \| México \| \| Nueva Zelanda \| Rumania \| Suecia \| Suiza \| \| -------------- \| ------------- \| -------------- \| ------- \| | Mundial 16 equipos \| Alemania Fed. \| Argentina \| Australia \| Brasil \| \| Checoslovaquia \| Corea del Sur \| Estados Unidos \| Francia \| \| Gran Bretaña \| Italia \| Japón \| México \| \| Nueva Zelanda \| Rumania \| Suecia \| Suiza \| \| -------------- \| ------------- \| -------------- \| ------- \| | Mundial 16 equipos \| Alemania Fed. \| Argentina \| Australia \| Brasil \| \| Checoslovaquia \| Corea del Sur \| Estados Unidos \| Francia \| \| Gran Bretaña \| Italia \| Japón \| México \| \| Nueva Zelanda \| Rumania \| Suecia \| Suiza \| \| -------------- \| ------------- \| -------------- \| ------- \| | Mundial 16 equipos \| Alemania Fed. \| Argentina \| Australia \| Brasil \| \| Checoslovaquia \| Corea del Sur \| Estados Unidos \| Francia \| \| Gran Bretaña \| Italia \| Japón \| México \| \| Nueva Zelanda \| Rumania \| Suecia \| Suiza \| \| -------------- \| ------------- \| -------------- \| ------- \| | Mundial 16 equipos \| Alemania Fed. \| Argentina \| Australia \| Brasil \| \| Checoslovaquia \| Corea del Sur \| Estados Unidos \| Francia \| \| Gran Bretaña \| Italia \| Japón \| México \| \| Nueva Zelanda \| Rumania \| Suecia \| Suiza \| \| -------------- \| ------------- \| -------------- \| ------- \| |
| 2.º            | 2.º           | Zona de Europa/África A 10 equipos Argelia Egipto España Grecia Hungría Israel Marruecos Mónaco Polonia Yugoslavia | Zona de Europa/África B 12 equipos Austria Bélgica Bulgaria Dinamarca Finlandia Irlanda Luxemburgo Noruega Países Bajos Portugal Turquía Unión Soviética | Zona de Oriente 6 equipos China Taipéi India Indonesia Malasia Pakistán Tailandia | Zona de América 8 equipos Canadá Chile Colombia Ecuador Indias Occ./Caribe Perú Uruguay Venezuela | | | | | | | | | | | | | | |
| Alemania Fed.  | Argentina     | Australia | Brasil | | | | | | | | | | | | | | | | |
| Checoslovaquia | Corea del Sur | Estados Unidos | Francia | | | | | | | | | | | | | | | | |
| Gran Bretaña   | Italia        | Japón | México | | | | | | | | | | | | | | | | |
| Nueva Zelanda  | Rumania       | Suecia | Suiza | | | | | | | | | | | | | | | | |

## Grupo Mundial

### Eliminatorias
|  | Octavos de final | Octavos de final |                |   | Cuartos de final | Cuartos de final |  |  | Semifinales | Semifinales |  |  | Final           | Final           |
|  | 6-8 marzo        | 6-8 marzo        |                |   | 9-11 julio       | 9-11 julio       |  |  | 2-4 octubre | 2-4 octubre |  |  | 11-13 diciembre | 11-13 diciembre |
|  |                  |                  |                |   |                  |                  |  |  |             |             |  |  |                 |                 |
|  |                  |                  |                |   |                  |                  |  |  |             |             |  |  |                 |                 |
|  |                  |                  |                |   |                  |                  |  |  |             |             |  |  |                 |                 |
|  | Alemania Fed.    | 2                |                |   |                  |                  |  |  |             |             |  |  |                 |                 |
|  | Alemania Fed.    | 2                |                |   |                  |                  |  |  |             |             |  |  |                 |                 |
|  | Argentina        | 3                |                |   |                  |                  |  |  |             |             |  |  |                 |                 |
|  | Argentina        | 3                | Argentina      | 3 |                  |                  |  |  |             |             |  |  |                 |                 |
|  |                  |                  |                | 3 |                  |                  |  |  |             |             |  |  |                 |                 |
|  |                  | Rumanía          | 2              |   |                  |                  |  |  |             |             |  |  |                 |                 |
|  | Rumanía          | Rumanía          | 2              | 3 |                  |                  |  |  |             |             |  |  |                 |                 |
|  | Rumanía          |                  |                | 3 |                  |                  |  |  |             |             |  |  |                 |                 |
|  | Brasil           | 2                |                |   |                  |                  |  |  |             |             |  |  |                 |                 |
|  | Brasil           | 2                | Argentina      | 5 |                  |                  |  |  |             |             |  |  |                 |                 |
|  |                  |                  |                | 5 |                  |                  |  |  |             |             |  |  |                 |                 |
|  |                  | Gran Bretaña     | 0              |   |                  |                  |  |  |             |             |  |  |                 |                 |
|  | Gran Bretaña     | Gran Bretaña     | 0              | 3 |                  |                  |  |  |             |             |  |  |                 |                 |
|  | Gran Bretaña     |                  |                | 3 |                  |                  |  |  |             |             |  |  |                 |                 |
|  | Italia           | 2                |                |   |                  |                  |  |  |             |             |  |  |                 |                 |
|  | Italia           | 2                | Gran Bretaña   | 4 |                  |                  |  |  |             |             |  |  |                 |                 |
|  |                  |                  |                | 4 |                  |                  |  |  |             |             |  |  |                 |                 |
|  |                  | Nueva Zelanda    | 1              |   |                  |                  |  |  |             |             |  |  |                 |                 |
|  | Corea del Sur    | Nueva Zelanda    | 1              | 0 |                  |                  |  |  |             |             |  |  |                 |                 |
|  | Corea del Sur    |                  |                | 0 |                  |                  |  |  |             |             |  |  |                 |                 |
|  | Nueva Zelanda    | 5                |                |   |                  |                  |  |  |             |             |  |  |                 |                 |
|  | Nueva Zelanda    | 5                | Argentina      | 1 |                  |                  |  |  |             |             |  |  |                 |                 |
|  |                  |                  |                | 1 |                  |                  |  |  |             |             |  |  |                 |                 |
|  |                  | Estados Unidos   | 3              |   |                  |                  |  |  |             |             |  |  |                 |                 |
|  | Japón            | Estados Unidos   | 3              | 0 |                  |                  |  |  |             |             |  |  |                 |                 |
|  | Japón            |                  |                | 0 |                  |                  |  |  |             |             |  |  |                 |                 |
|  | Suecia           | 5                |                |   |                  |                  |  |  |             |             |  |  |                 |                 |
|  | Suecia           | 5                | Suecia         | 1 |                  |                  |  |  |             |             |  |  |                 |                 |
|  |                  |                  |                | 1 |                  |                  |  |  |             |             |  |  |                 |                 |
|  |                  | Australia        | 3              |   |                  |                  |  |  |             |             |  |  |                 |                 |
|  | Francia          | Australia        | 3              | 2 |                  |                  |  |  |             |             |  |  |                 |                 |
|  | Francia          |                  |                | 2 |                  |                  |  |  |             |             |  |  |                 |                 |
|  | Australia        | 3                |                |   |                  |                  |  |  |             |             |  |  |                 |                 |
|  | Australia        | 3                | Australia      | 0 |                  |                  |  |  |             |             |  |  |                 |                 |
|  |                  |                  |                | 0 |                  |                  |  |  |             |             |  |  |                 |                 |
|  |                  | Estados Unidos   | 5              |   |                  |                  |  |  |             |             |  |  |                 |                 |
|  | Suiza            | Estados Unidos   | 5              | 2 |                  |                  |  |  |             |             |  |  |                 |                 |
|  | Suiza            |                  |                | 2 |                  |                  |  |  |             |             |  |  |                 |                 |
|  | Checoslovaquia   | 3                |                |   |                  |                  |  |  |             |             |  |  |                 |                 |
|  | Checoslovaquia   | 3                | Checoslovaquia | 1 |                  |                  |  |  |             |             |  |  |                 |                 |
|  |                  |                  |                | 1 |                  |                  |  |  |             |             |  |  |                 |                 |
|  |                  | Estados Unidos   | 4              |   |                  |                  |  |  |             |             |  |  |                 |                 |
|  | Estados Unidos   | Estados Unidos   | 4              | 3 |                  |                  |  |  |             |             |  |  |                 |                 |
|  | Estados Unidos   |                  |                | 3 |                  |                  |  |  |             |             |  |  |                 |                 |
|  | México           | 2                |                |   |                  |                  |  |  |             |             |  |  |                 |                 |
|  | México           | 2                |                |   |                  |                  |  |  |             |             |  |  |                 |                 |

- En cursiva, equipos que juegan de local.

### Cuartos de final
| | Bandera de Rumania   | Rumania                           | 2 | 3  | Argentina | Bandera de Argentina |
| --- | -------------------- | --------------------------------- | - | -- | --------- | -------------------- |
| Timisoara, Rumania 9 a 11 de julio de 1981 |                      |                                   |   |    |           |                      |
| \| 1 \| \| Andrei Dirzu \| 4 \| 4 \| 3 \| \| \| 1 \| \| Guillermo Vilas \| 6 \| 6 \| 6 \| \| \| 2 \| \| Florin Segarceanu \| 4 \| 2 \| 0 \| \| \| 2 \| \| José Luis Clerc \| 6 \| 6 \| 6 \| \| \| 3 \| \| Andrei Dirzu - Florin Segarceanu \| 4 \| 10 \| 6 \| 7 \| \| 3 \| \| José Luis Clerc - Guillermo Vilas \| 6 \| 8 \| 3 \| 5 \| \| 4 \| \| Florin Segarceanu \| 4 \| 4 \| 6 \| 1 \| \| 4 \| \| Guillermo Vilas \| 6 \| 6 \| 3 \| 6 \| \| 5 \| \| Andrei Dirzu \| 4 \| 6 \| \| \| \| 5 \| \| Ricardo Cano \| 6 \| 2r \| \| \| |                      |                                   |   |    |           |                      |
| 1 | Bandera de Rumania   | Andrei Dirzu                      | 4 | 4  | 3         |                      |
| 1 | Bandera de Argentina | Guillermo Vilas                   | 6 | 6  | 6         |                      |
| 2 | Bandera de Rumania   | Florin Segarceanu                 | 4 | 2  | 0         |                      |
| 2 | Bandera de Argentina | José Luis Clerc                   | 6 | 6  | 6         |                      |
| 3 | Bandera de Rumania   | Andrei Dirzu - Florin Segarceanu  | 4 | 10 | 6         | 7                    |
| 3 | Bandera de Argentina | José Luis Clerc - Guillermo Vilas | 6 | 8  | 3         | 5                    |
| 4 | Bandera de Rumania   | Florin Segarceanu                 | 4 | 4  | 6         | 1                    |
| 4 | Bandera de Argentina | Guillermo Vilas                   | 6 | 6  | 3         | 6                    |
| 5 | Bandera de Rumania   | Andrei Dirzu                      | 4 | 6  |           |                      |
| 5 | Bandera de Argentina | Ricardo Cano                      | 6 | 2r |           |                      |

| | Bandera de Nueva Zelanda | Nueva Zelanda                   | 1 | 4  | Gran Bretaña | Bandera del Reino Unido |   |
| --- | ------------------------ | ------------------------------- | - | -- | ------------ | ----------------------- | - |
| Wilding Park, Christchurch, Nueva Zelanda 9 a 11 de julio de 1981 |                          |                                 |   |    |              |                         |   |
| \| 1 \| \| Russell Simpson \| 6 \| 6 \| 4 \| 4 \| 6 \| \| 1 \| \| Richard Lewis \| 4 \| 4 \| 6 \| 6 \| 8 \| \| 2 \| \| Chris Lewis \| 6 \| 4 \| 6 \| 7 \| 3 \| \| 2 \| \| Christopher Mottram \| 4 \| 6 \| 4 \| 9 \| 6 \| \| 3 \| \| Chris Lewis - Russell Simpson \| 3 \| 4 \| 4 \| \| \| \| 3 \| \| Andrew Jarrett - Jonathan Smith \| 6 \| 6 \| 6 \| \| \| \| 4 \| \| Chris Lewis \| 2 \| 2 \| \| \| \| \| 4 \| \| Richard Lewis \| 6 \| 6 \| \| \| \| \| 5 \| \| Russell Simpson \| 4 \| 11 \| 6 \| \| \| \| 5 \| \| Jonathan Smith \| 6 \| 9 \| 2 \| \| \| |                          |                                 |   |    |              |                         |   |
| 1 | Bandera de Nueva Zelanda | Russell Simpson                 | 6 | 6  | 4            | 4                       | 6 |
| 1 | Bandera del Reino Unido  | Richard Lewis                   | 4 | 4  | 6            | 6                       | 8 |
| 2 | Bandera de Nueva Zelanda | Chris Lewis                     | 6 | 4  | 6            | 7                       | 3 |
| 2 | Bandera del Reino Unido  | Christopher Mottram             | 4 | 6  | 4            | 9                       | 6 |
| 3 | Bandera de Nueva Zelanda | Chris Lewis - Russell Simpson   | 3 | 4  | 4            |                         |   |
| 3 | Bandera del Reino Unido  | Andrew Jarrett - Jonathan Smith | 6 | 6  | 6            |                         |   |
| 4 | Bandera de Nueva Zelanda | Chris Lewis                     | 2 | 2  |              |                         |   |
| 4 | Bandera del Reino Unido  | Richard Lewis                   | 6 | 6  |              |                         |   |
| 5 | Bandera de Nueva Zelanda | Russell Simpson                 | 4 | 11 | 6            |                         |   |
| 5 | Bandera del Reino Unido  | Jonathan Smith                  | 6 | 9  | 2            |                         |   |

| | Bandera de Suecia    | Suecia                         | 1 | 3     | Australia | Bandera de Australia |   |
| --- | -------------------- | ------------------------------ | - | ----- | --------- | -------------------- | - |
| Bastad Tennis Stadium, Bastad, Suecia 9 a 11 de julio de 1981 |                      |                                |   |       |           |                      |   |
| \| 1 \| \| Per Hjertquist \| 3 \| 6 \| 1 \| \| \| \| 1 \| \| Paul McNamee \| 6 \| 8 \| 6 \| \| \| \| 2 \| \| Mats Wilander \| 4 \| 2 \| 1 \| \| \| \| 2 \| \| Peter McNamara \| 6 \| 6 \| 6 \| \| \| \| 3 \| \| Anders Jarryd - Hans Simonsson \| 7 \| 3 \| 8 \| 6 \| 6 \| \| 3 \| \| Peter McNamara - Paul McNamee \| 9 \| 6 \| 6 \| 2 \| 2 \| \| 4 \| \| Mats Wilander \| 6 \| 6 \| 4 \| 0 \| 4 \| \| 4 \| \| Paul McNamee \| 1 \| 2 \| 6 \| 6 \| 6 \| \| 5 \| \| Per Hjertquist \| 6 \| Susp. \| Susp. \| \| \| \| 5 \| \| Peter McNamara \| 6 \| \| \| \| \| |                      |                                |   |       |           |                      |   |
| 1 | Bandera de Suecia    | Per Hjertquist                 | 3 | 6     | 1         |                      |   |
| 1 | Bandera de Australia | Paul McNamee                   | 6 | 8     | 6         |                      |   |
| 2 | Bandera de Suecia    | Mats Wilander                  | 4 | 2     | 1         |                      |   |
| 2 | Bandera de Australia | Peter McNamara                 | 6 | 6     | 6         |                      |   |
| 3 | Bandera de Suecia    | Anders Jarryd - Hans Simonsson | 7 | 3     | 8         | 6                    | 6 |
| 3 | Bandera de Australia | Peter McNamara - Paul McNamee  | 9 | 6     | 6         | 2                    | 2 |
| 4 | Bandera de Suecia    | Mats Wilander                  | 6 | 6     | 4         | 0                    | 4 |
| 4 | Bandera de Australia | Paul McNamee                   | 1 | 2     | 6         | 6                    | 6 |
| 5 | Bandera de Suecia    | Per Hjertquist                 | 6 | Susp. | Susp.     |                      |   |
| 5 | Bandera de Australia | Peter McNamara                 | 6 |       |           |                      |   |

| | Bandera de Estados Unidos  | Estados Unidos          | 4 | 1  | Checoslovaquia | Bandera de República Checa |  |
| --- | -------------------------- | ----------------------- | - | -- | -------------- | -------------------------- |  |
| Flushing Meadow Park, Nueva York, Estados Unidos 9 a 11 de julio de 1981 |                            |                         |   |    |                |                            |  |
| \| 1 \| \| John McEnroe \| 4 \| 12 \| 5 \| \| \| \| 1 \| \| Ivan Lendl \| 6 \| 14 \| 7 \| \| \| \| 2 \| \| Jimmy Connors \| 6 \| 6 \| 6 \| \| \| \| 2 \| \| Tomas Smid \| 3 \| 1 \| 2 \| \| \| \| 3 \| \| Bob Lutz - Stan Smith \| 9 \| 6 \| 6 \| \| \| \| 3 \| \| Ivan Lendl - Tomas Smid \| 7 \| 3 \| 2 \| \| \| \| 4 \| \| John McEnroe \| 6 \| 6 \| 6 \| \| \| \| 4 \| \| Tomas Smid \| 3 \| 1 \| 4 \| \| \| \| 5 \| \| Jimmy Connors \| 7 \| 6 \| \| \| \| \| 5 \| \| Ivan Lendl \| 5 \| 4 \| \| \| \| |                            |                         |   |    |                |                            |  |
| 1 | Bandera de Estados Unidos  | John McEnroe            | 4 | 12 | 5              |                            |  |
| 1 | Bandera de República Checa | Ivan Lendl              | 6 | 14 | 7              |                            |  |
| 2 | Bandera de Estados Unidos  | Jimmy Connors           | 6 | 6  | 6              |                            |  |
| 2 | Bandera de República Checa | Tomas Smid              | 3 | 1  | 2              |                            |  |
| 3 | Bandera de Estados Unidos  | Bob Lutz - Stan Smith   | 9 | 6  | 6              |                            |  |
| 3 | Bandera de República Checa | Ivan Lendl - Tomas Smid | 7 | 3  | 2              |                            |  |
| 4 | Bandera de Estados Unidos  | John McEnroe            | 6 | 6  | 6              |                            |  |
| 4 | Bandera de República Checa | Tomas Smid              | 3 | 1  | 4              |                            |  |
| 5 | Bandera de Estados Unidos  | Jimmy Connors           | 7 | 6  |                |                            |  |
| 5 | Bandera de República Checa | Ivan Lendl              | 5 | 4  |                |                            |  |

### Semifinales
| | Bandera de Argentina    | Argentina                         | 5 | 0 | Gran Bretaña | Bandera del Reino Unido |  |
| --- | ----------------------- | --------------------------------- | - | - | ------------ | ----------------------- |  |
| Buenos Aires Lawn Tennis Club, Buenos Aires, Argentina 2 a 4 de octubre de 1981 |                         |                                   |   |   |              |                         |  |
| \| 1 \| \| José Luis Clerc \| 6 \| 6 \| 6 \| \| \| \| 1 \| \| Richard Lewis \| 4 \| 4 \| 0 \| \| \| \| 2 \| \| Guillermo Vilas \| 6 \| 6 \| 6 \| \| \| \| 2 \| \| Christopher Mottram \| 3 \| 1 \| 1 \| \| \| \| 3 \| \| José Luis Clerc - Guillermo Vilas \| 8 \| 8 \| 6 \| \| \| \| 3 \| \| Andrew Jarrett - Jonathan Smith \| 6 \| 6 \| 2 \| \| \| \| 4 \| \| José Luis Clerc \| 7 \| 6 \| \| \| \| \| 4 \| \| Christopher Mottram \| 5 \| 4 \| \| \| \| \| 5 \| \| Guillermo Vilas \| 6 \| 6 \| \| \| \| \| 5 \| \| Richard Lewis \| 0 \| 3 \| \| \| \| |                         |                                   |   |   |              |                         |  |
| 1 | Bandera de Argentina    | José Luis Clerc                   | 6 | 6 | 6            |                         |  |
| 1 | Bandera del Reino Unido | Richard Lewis                     | 4 | 4 | 0            |                         |  |
| 2 | Bandera de Argentina    | Guillermo Vilas                   | 6 | 6 | 6            |                         |  |
| 2 | Bandera del Reino Unido | Christopher Mottram               | 3 | 1 | 1            |                         |  |
| 3 | Bandera de Argentina    | José Luis Clerc - Guillermo Vilas | 8 | 8 | 6            |                         |  |
| 3 | Bandera del Reino Unido | Andrew Jarrett - Jonathan Smith   | 6 | 6 | 2            |                         |  |
| 4 | Bandera de Argentina    | José Luis Clerc                   | 7 | 6 |              |                         |  |
| 4 | Bandera del Reino Unido | Christopher Mottram               | 5 | 4 |              |                         |  |
| 5 | Bandera de Argentina    | Guillermo Vilas                   | 6 | 6 |              |                         |  |
| 5 | Bandera del Reino Unido | Richard Lewis                     | 0 | 3 |              |                         |  |

| | Bandera de Estados Unidos | Estados Unidos               | 5 | 0 | Australia | Bandera de Australia |   |
| --- | ------------------------- | ---------------------------- | - | - | --------- | -------------------- | - |
| Memorial Coliseum, Portland, Estados Unidos 2 a 4 de octubre de 1981 |                           |                              |   |   |           |                      |   |
| \| 1 \| \| John McEnroe \| 6 \| 6 \| 6 \| \| \| \| 1 \| \| Mark Edmondson \| 3 \| 4 \| 2 \| \| \| \| 2 \| \| Roscoe Tanner \| 6 \| 6 \| 4 \| 4 \| 6 \| \| 2 \| \| Peter McNamara \| 4 \| 4 \| 6 \| 6 \| 3 \| \| 3 \| \| Peter Fleming - John McEnroe \| 8 \| 6 \| 8 \| \| \| \| 3 \| \| Phil Dent - Peter McNamara \| 6 \| 4 \| 6 \| \| \| \| 4 \| \| John McEnroe \| 9 \| 6 \| \| \| \| \| 4 \| \| Peter McNamara \| 7 \| 0 \| \| \| \| \| 5 \| \| Roscoe Tanner \| 4 \| 6 \| 6 \| \| \| \| 5 \| \| Mark Edmondson \| 6 \| 2 \| 3 \| \| \| |                           |                              |   |   |           |                      |   |
| 1 | Bandera de Estados Unidos | John McEnroe                 | 6 | 6 | 6         |                      |   |
| 1 | Bandera de Australia      | Mark Edmondson               | 3 | 4 | 2         |                      |   |
| 2 | Bandera de Estados Unidos | Roscoe Tanner                | 6 | 6 | 4         | 4                    | 6 |
| 2 | Bandera de Australia      | Peter McNamara               | 4 | 4 | 6         | 6                    | 3 |
| 3 | Bandera de Estados Unidos | Peter Fleming - John McEnroe | 8 | 6 | 8         |                      |   |
| 3 | Bandera de Australia      | Phil Dent - Peter McNamara   | 6 | 4 | 6         |                      |   |
| 4 | Bandera de Estados Unidos | John McEnroe                 | 9 | 6 |           |                      |   |
| 4 | Bandera de Australia      | Peter McNamara               | 7 | 0 |           |                      |   |
| 5 | Bandera de Estados Unidos | Roscoe Tanner                | 4 | 6 | 6         |                      |   |
| 5 | Bandera de Australia      | Mark Edmondson               | 6 | 2 | 3         |                      |   |

### Final
| | Bandera de Estados Unidos | Estados Unidos                    | 3  | 1     | Argentina | Bandera de Argentina |    |
| --- | ------------------------- | --------------------------------- | -- | ----- | --------- | -------------------- | -- |
| Riverfront Stadium, Cincinnati, Estados Unidos 11 a 13 de diciembre de 1981 |                           |                                   |    |       |           |                      |    |
| \| 1 \| \| John McEnroe \| 6 \| 6 \| 6 \| \| \| \| 1 \| \| Guillermo Vilas \| 3 \| 2 \| 2 \| \| \| \| 2 \| \| Roscoe Tanner \| 5 \| 3 \| 6 \| \| \| \| 2 \| \| José Luis Clerc \| 7 \| 6 \| 8 \| \| \| \| 3 \| \| Peter Fleming - John McEnroe \| 6 \| 4 \| 6 \| 4 \| 11 \| \| 3 \| \| José Luis Clerc - Guillermo Vilas \| 3 \| 6 \| 4 \| 6 \| 9 \| \| 4 \| \| John McEnroe \| 7 \| 5 \| 6 \| 3 \| 6 \| \| 4 \| \| José Luis Clerc \| 5 \| 7 \| 3 \| 6 \| 3 \| \| 5 \| \| Roscoe Tanner \| 11 \| Susp. \| Susp. \| \| \| \| 5 \| \| Guillermo Vilas \| 10 \| \| \| \| \| |                           |                                   |    |       |           |                      |    |
| 1 | Bandera de Estados Unidos | John McEnroe                      | 6  | 6     | 6         |                      |    |
| 1 | Bandera de Argentina      | Guillermo Vilas                   | 3  | 2     | 2         |                      |    |
| 2 | Bandera de Estados Unidos | Roscoe Tanner                     | 5  | 3     | 6         |                      |    |
| 2 | Bandera de Argentina      | José Luis Clerc                   | 7  | 6     | 8         |                      |    |
| 3 | Bandera de Estados Unidos | Peter Fleming - John McEnroe      | 6  | 4     | 6         | 4                    | 11 |
| 3 | Bandera de Argentina      | José Luis Clerc - Guillermo Vilas | 3  | 6     | 4         | 6                    | 9  |
| 4 | Bandera de Estados Unidos | John McEnroe                      | 7  | 5     | 6         | 3                    | 6  |
| 4 | Bandera de Argentina      | José Luis Clerc                   | 5  | 7     | 3         | 6                    | 3  |
| 5 | Bandera de Estados Unidos | Roscoe Tanner                     | 11 | Susp. | Susp.     |                      |    |
| 5 | Bandera de Argentina      | Guillermo Vilas                   | 10 |       |           |                      |    |

## Ascenso al Grupo Mundial de 1982
Los equipos perdedores de los octavos de final debían jugar entre sí para mantener la categoría.
| Sede de la confrontación | Superficie | Equipo local | Marcador | Equipo visitante |
| ------------------------ | ---------- | ------------ | -------- | ---------------- |
| São Paulo                | Arcilla    | Brasil       | 2–3      | Alemania Fed.    |
| París                    | Arcilla    | Francia      | 4–1      | Japón            |
| Sanremo                  | Arcilla    | Italia       | 4–1      | Corea del Sur    |
| Tijuana                  | Arcilla    | México       | 3–2      | Suiza            |

En lugar de los descendidos ascendieron al Grupo Mundial los siguientes países:
- España (Ganador de la Zona de Europa/África A)
- Unión Soviética (Ganador de la Zona de Europa/África B)
- India (Ganador de la Zona de Oriente)
- Chile (Ganador de la Zona de América)